# Мамаїв Яр
Мама́їв Яр — пасажирський зупинний пункт Шевченківської дирекції Одеської залізниці на електрифікованій у 1962 році лінії Імені Тараса Шевченка — Чорноліська між станцією Цибулеве (6 км) та зупинним пунктом Єградківка (4 км). 
Розташований у селі Цибулеве Знам'янського району Кіровоградської області.

## Пасажирське сполучення
На зупинному пункті Мамаїв Яр зупиняються приміські електропоїзди до станцій Імені Тараса Шевченка, Цвіткове, Знам'янка-Пасажирська.